# Emerus pubescens
Emerus pubescens là một loài thực vật có hoa trong họ Đậu. Loài này được (DC.) Schumach. & Thonn. mô tả khoa học đầu tiên năm 1827.